# 나가오카번 (에치고국)
나가오카 번(일본어: 長岡藩 나가오카한[*])은 일본 에도 시대 에치고국 고시 군(古志郡)에 존재했던 번으로, 지금의 니가타현 북부 주에쓰 지방에 걸쳐 서부 가에쓰 지방(下越地方)에 이르는 지역을 지배하였다. 그 지배 영역에는 지금의 니가타현 나가오카시・니가타시에 해당하는 지역도 포함되어 있었다. 야마시로국의 나가오카 번과 구분하기 위해 에치고 나가오카 번(越後長岡藩)이라고 표기하는 경우도 있다. 번청은 나가오카성이다.

## 번의 역사
번주는 당초 호리씨(堀氏)로, 이 때의 고쿠다카는 8만 석이었으며, 후에 마키노씨(牧野氏)로 교체되었다. 그 가격(家格)은 데이칸노마(帝鑑間)급 후다이 다이묘이다. 고쿠다카는 당초 6만 석이었으나, 후에 7만 4천 석으로 증가했다. 실제 고쿠다카 수치는 쇼토쿠 2년(1712년) 약 11만 5천 석이었고, 안세이 원년(1858년)에는 약 14만 7천 2백 석이었다. 보신 전쟁에서는 오우에쓰 열번 동맹 측에 가담했으나, 동맹측의 패전으로 인해 2만 4천 석으로 감봉되었다. 메이지 3년(1870년)의 폐번치현으로 폐지되었다.

## 역대 번주
호리 가문
- 호리 나오요리(堀直寄) 재위 1616년 ~ 1618년

마키노 가문
1. 마키노 다다나리(牧野忠成) 재위 1618년 ~ 1655년
2. 마키노 다다나리(牧野忠成) 재위 1655년 ~ 1674년 (선대의 이름을 계승함)
3. 마키노 다다토키(牧野忠辰) 재위 1674년 ~ 1721년
4. 마키노 다다카즈(牧野忠寿) 재위 1721년 ~ 1735년
5. 마키노 다다치카(牧野忠周) 재위 1735년 ~ 1746년
6. 마키노 다다타카(牧野忠敬) 재위 1746년 ~ 1748년
7. 마키노 다다토시(牧野忠利) 재위 1748년 ~ 1755년
8. 마키노 다다히로(牧野忠寛) 재위 1755년 ~ 1766년
9. 마키노 다다키요(牧野忠精) 재위 1766년 ~ 1831년
10. 마키노 다다마사(牧野忠雅) 재위 1831년 ~ 1858년
11. 마키노 다다유키(牧野忠恭) 재위 1858년 ~ 1867년
12. 마키노 다다쿠니(牧野忠訓) 재위 1867년 ~ 1868년
13. 마키노 다다카쓰(牧野忠毅) 재위 1868년 ~ 1870년

## 지번
- 요이타번·고모로번
- 미네야마 번 (에치고 국)
- 세키야도 번·요시다 번 (미카와 국)·노베오카번·가사마번